# Fragili (Il Tre)
Fragili è un singolo del rapper italiano Il Tre, pubblicato il 7 febbraio 2024 come primo estratto dalla riedizione del secondo album in studio Invisibili.
Il brano è stato presentato in gara durante la 74ª edizione del Festival di Sanremo, dove si è classificato al dodicesimo posto al termine della manifestazione.

## Descrizione
Il brano, scritto dallo stesso rapper con Iacopo Sinigaglia, in arte Brail, Giorgio Di Mario, Paolo Zou e Francesco Maria Aprili, è prodotto da Brail.

## Video musicale
Il video musicale, diretto da Mattia Di Tella, è stato pubblicato in concomitanza all'uscita del brano attraverso il canale YouTube del rapper.

## Tracce
Testi e musiche di Guido Luigi Senia, Iacopo Sinigaglia, Giorgio Di Mario, Paolo Zou e Francesco Maria Aprili.
1. Fragili – 3:09
2. Fragili (Acoustic Version) – 3:07

## Classifiche

### Classifiche settimanali
| Classifica (2024) | Posizione massima |
| ----------------- | ----------------- |
| Italia            | 15                |

### Classifiche di fine anno
| Classifica (2024) | Posizione |
| ----------------- | --------- |
| Italia            | 73        |